# Bisdom Chilaw
Het bisdom Chilaw (Latijn: Dioecesis Chilavensis) is een rooms-katholiek bisdom in het westen van Sri Lanka met als zetel Chilaw. Het is een suffragaan bisdom van het aartsbisdom Colombo en werd opgericht in 1939. De eerste bisschop was de oblaat Louis Perera. Het bisdom volgt de Latijnse ritus.
In 2016 telde het bisdom 48 parochies. Het bisdom heeft een oppervlakte van 2.076 km2 en telde in 2016 835.000 inwoners waarvan 34% rooms-katholiek was. Dit is veel meer dan het landelijk gemiddelde van 6%.

## Bisschoppen
- Louis Perera, O.M.I. (1939-1939)
- Edmund Peiris, O.M.I. (1940-1972)
- Frank Marcus Fernando (1972-2006)
- Warnakulasurya Wadumestrige Devasritha Valence Mendis (2006-)